# Pamatan
Pamatan is een bestuurslaag in het regentschap Probolinggo van de provincie Oost-Java, Indonesië. Pamatan telt 5347 inwoners (volkstelling 2010).